# Sonate K. 231
La sonate K. 231 (F.179/L.409) en ut majeur est une œuvre pour clavier du compositeur italien Domenico Scarlatti.

## Présentation
La sonate K. 231, en ut majeur, est notée Allegro. Le rythme insistant
est entendu une soixantaine de fois, dans une sorte de pastorale. Avec la sonate précédente, en ut mineur, elle peut former une paire, uniquement en raison de leur tonique commune.

## Manuscrits
Le manuscrit principal est le numéro 26 du volume III de Venise (1753), copié pour Maria Barbara ; les autres sont Parme V 16, Münster III 70 et Vienne F 18.

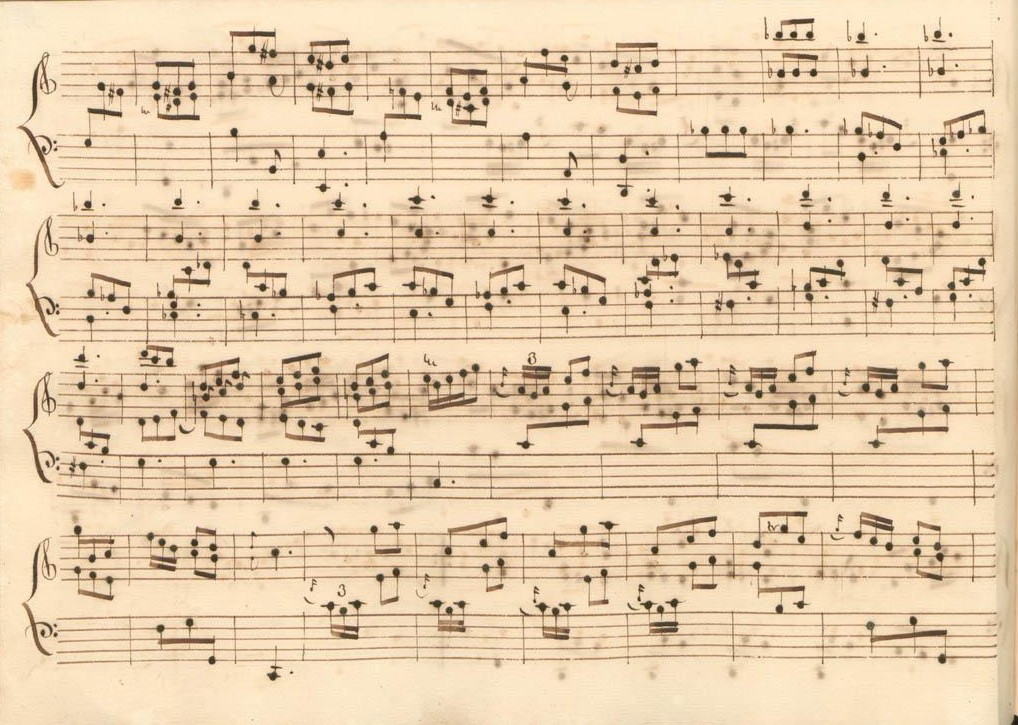
Parme V 16 (début de la seconde section).
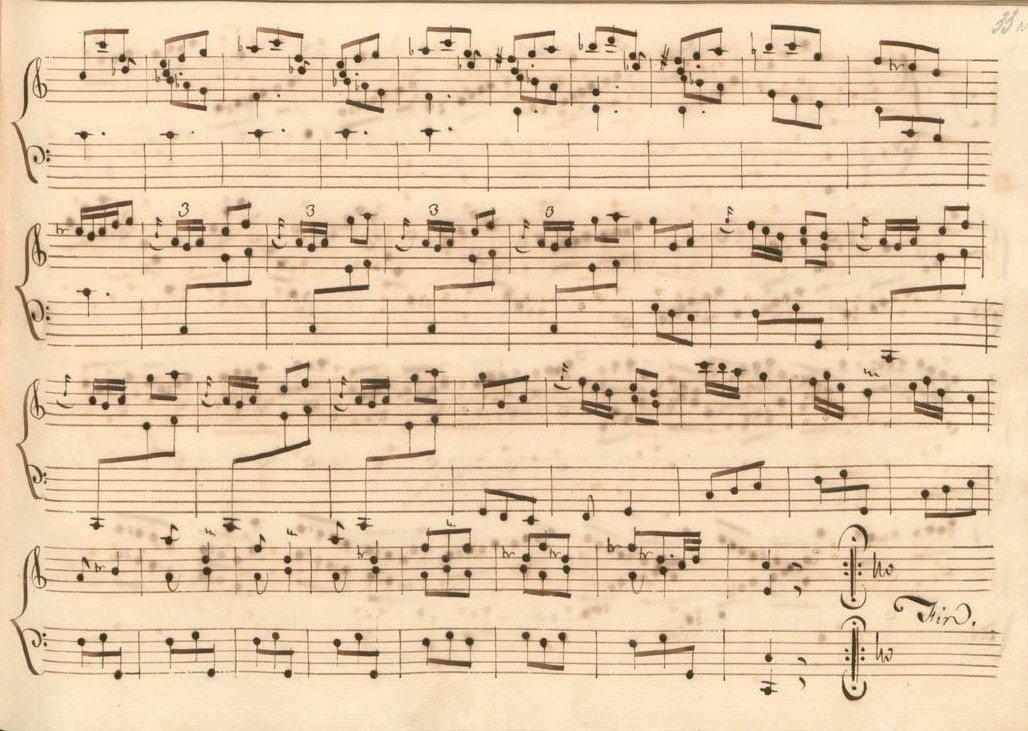
Parme V 16 (fin de la sonate).
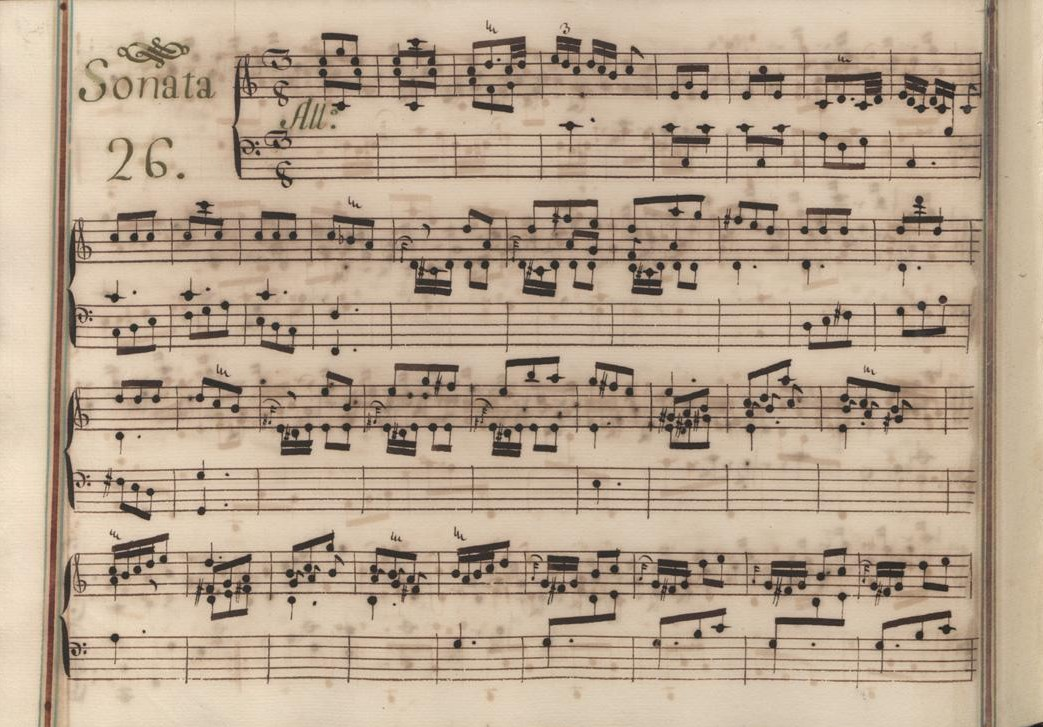
Venise III 26.
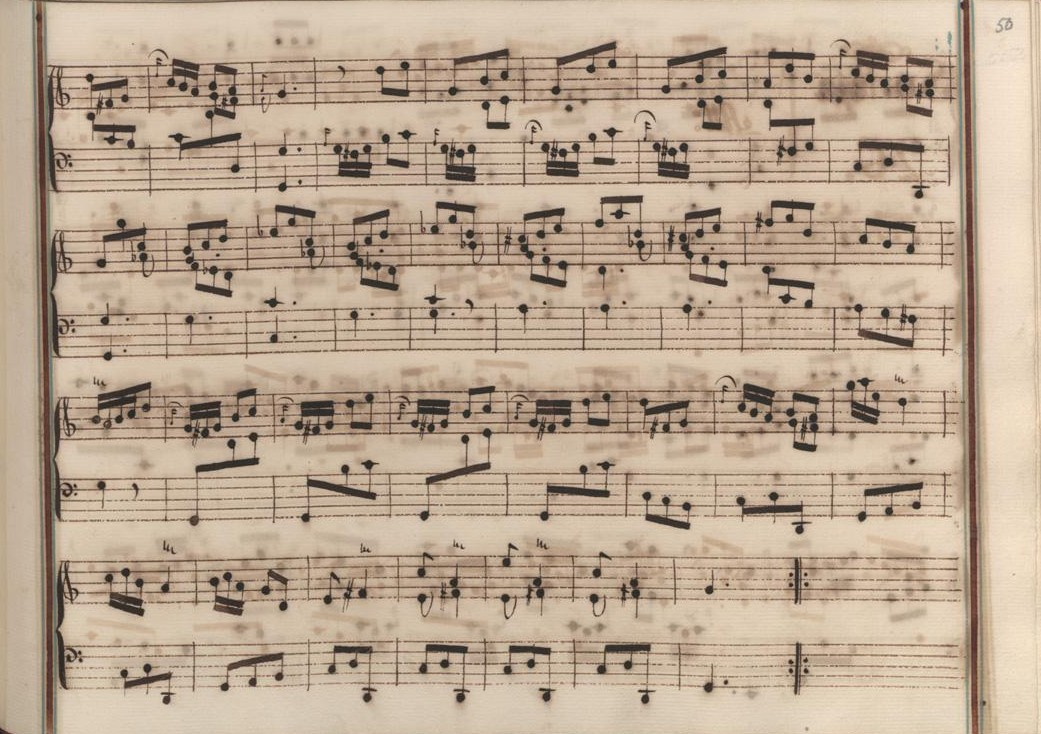
Venise III 26 (fin de la première section).

## Interprètes
La sonate K. 231 est défendue au piano notamment par Carlo Grante (2009, Music & Arts, vol. 2) et Duanduan Hao (2015, Naxos, vol. 16) ; au clavecin par Scott Ross (1985, Erato), Richard Lester (2001, Nimbus, vol. 2) et Pieter-Jan Belder (Brilliant Classics, vol. 6).

## Sources
: document utilisé comme source pour la rédaction de cet article.
- Ralph Kirkpatrick (trad. de l'anglais par Dennis Collins), Domenico Scarlatti, Paris, Lattès, coll. « Musique et Musiciens », 1982 (1re éd. 1953 (en)), 493 p. (ISBN 978-2-7096-0118-4, OCLC 954954205, BNF 34689181).
- Alain de Chambure, « Domenico Scarlatti : Intégrale des sonates — Scott Ross », Erato (2564-62092-2), 1985 (OCLC 891183737) .
- (en) Carlo Grante, « Domenico Scarlatti, intégrale des sonates pour clavier (vol. 2) », Music & Arts (CD-1291), 2009 (OCLC 840087257) .